# گایانه آسلامازیان
گایانه سرگئی آسلامازیان (ارمنی: Գայանե Սերգեյի Ասլամազյան؛ انگلیسی: Gayane Aslamazyan؛ ۱۳ اکتبر ۱۹۷۶) یک بازیگر، روزنامه‌نگار و مجری تلویزیونی اهل ارمنستان است. وی از سال ۲۰۰۸ میلادی تا کنون فعالیت می‌کند.

## زندگی‌نامه
وی در ۱۳ اکتبر ۱۹۷۶ در ایروان به دنیا آمد و از مدرسه شماره ۳۵ نیکلای گوگول ایروان (۱۹۹۱)، مجموعه آموزشی مخیتار سباستاتسی (۱۹۹۳) و کنسرواتوار دولتی کومیتاس ایروان (۱۹۹۸) فارغ‌التحصیل شد. وی دختر کارینه آسلامازیان می‌باشد. 

## گزیده فیلمشناسی
از فیلم‌ها یا برنامه‌های تلویزیونی که وی در آن نقش داشته است می‌توان به  حیاط ما ۳ اشاره کرد.